# Kramertunnel
Der Kramertunnel ist ein Teil der im Bau befindlichen neuen Trasse der B 23, der westlichen Ortsumfahrung von Garmisch, die zu einer Reduzierung des Verkehrsaufkommens auf der Ortsdurchfahrt von Garmisch-Partenkirchen, Ortsteil Garmisch, führen soll. Der einröhrige Tunnel mit zwei Fahrstreifen ist mit einer Länge von 3.609 Metern geplant. Er wird nach seiner Fertigstellung der viertlängste Straßentunnel in Deutschland sein. Die Skirennläuferin Maria Höfl-Riesch hat die Patenschaft für den Erkundungsstollen/Rettungstunnel übernommen.

## Geschichte
Die ersten Planungen einer Ortsumfahrung gehen bis ins Jahr 1978 zurück. In einem Raumordnungsverfahren wurden 1982 verschiedene Varianten geprüft, wobei lediglich eine Variante positiv beurteilt wurde, bei welcher jedoch ein Teil der Umgehungsstraße ein von den US-amerikanischen Streitkräften genutztes Gelände gequert hätte. Nach langwierigen Verhandlungen stimmten die Amerikaner 1990 grundsätzlich einer solchen Trassenführung zu bestimmten Bedingungen zu. Nach den Terroranschlägen vom 11. September 2001 verschärften die Amerikaner jedoch ihre Vorgaben zur Abwendung etwaiger Terrorgefahren, was eine Trassenführung in dem Bereich massiv verteuert hätte. Daraufhin wurde eine zuvor im Raumordnungsverfahren von 1982 abgelehnte Variante der Trassenführung zum Südportal des Tunnels wieder in die Planung aufgenommen. Nachdem das Bauvorhaben dann von der Regierung von Oberbayern bis zum Planfeststellungsbeschluss vorangetrieben worden war, reichte der Bund Naturschutz in Bayern im November 2007 dagegen Klage ein. Grund dafür waren die vorgesehenen baulichen Eingriffe im Bereich der Loisach und der Landschaft am südlichen Hang des Kramerspitz. Diese Klage wurde jedoch mit Urteil vom 23. Juni 2009 vom Bayerischen Verwaltungsgerichtshof abgewiesen.

## Geologie
Der Tunnel liegt am Nordrand der Nördlichen Kalkalpen. Drei verschiedene Festgesteinseinheiten bestimmen das Gebirge. Diese sind in erster Linie der 210 Millionen Jahre alte und schwarz glänzende Hauptdolomit sowie Plattenkalk und die sogenannte Kössen–Formation mit Ketten aus Kalkstein und Ton- sowie Mergelstein. Die Hauptdolomit–Formation stellt den größten Teil des Gebirges dar, mit einer Dicke bzw. Mächtigkeit bis zu 1.000 m. Diese wurde im Zuge der Entstehung der nördlichen Kalkalpen über die geologisch jüngeren Abfolgen der Plattenkalk–Formationen und Kössen–Formationen geschoben.
Im Quartär haben sich auf dem Festgestein Lockergesteinskörper des Kramer Plateaus abgelagert. Diese bestehen aus glazialen Sedimenten sowie Ablagerungen in Form von Talus und Murablagerungen. Zahlreiche Gerinne treten im Übergangsbereich vom Festgestein zum Lockergestein in den Untergrund ein und versickern dort. Oberflächenwasser fließt direkt in die Loisach ab.
Bezogen auf die sogenannten Grundwasserleiter verläuft der Tunnel zu ca. 85 % innerhalb eines Kluftgrundwasserleiters als Teil der oben genannten Festgesteine, also genau dort, wo Bergwasser vorhanden ist. Die restlichen 15 % des Tunnels verlaufen durch einen Porengrundwasserleiter, eine Mischung aus Festgestein und Lockergestein. Die Überschneidung eines Tunnels mit solchen wasserführenden Zonen, vor allem in diesem Ausmaß, ist für die Tunnelbauer eine Herausforderung und gilt als zusätzliches Hindernis. Hinzu kommt die Tatsache, dass der Tunnel im Bereich der Lockergesteinszone, einem besonders instabilen Bereich, einen Grundwasserspiegel von ca. 45 Metern oberhalb der Fahrbahnsohle des Tunnels aufweist. Hier herrscht ein Wasserdruck von bis zu 4,5 Bar.

### Künstliche Bewässerung Hangquellmoore
Als Vorleistung zum Tunnelbau wurde im Jahr 2018 eine 2,8 Kilometer lange Bewässerungsleitung errichtet. Diese verläuft vom Lahnenwiesgraben zu den Hangquellmooren im Bereich des Schmölzersees. Dadurch konnte das Grundwasser abgesenkt werden, wodurch die natürlichen Quellen während der Bauzeit trockenfallen. Die Vegetation im Bereich der Moore wird jedoch während der Bauzeit eigens künstlich bewässert, damit selbige nicht beschädigt wird. Sämtliche Arbeiten werden umweltfachlich kontrolliert. Die künstliche Bewässerung der Hangquellmoore wird besonders überwacht und falls notwendig während der Bauzeit nachgebessert.
Der Bund Naturschutz stellte jedoch fest, dass die Hangquellmoore austrocknen, und klagte in einem seit 2014 laufenden Verfahren erfolgreich auf Sanierung der Hangquellmoore (Urteil des Bayerischen Verwaltungsgerichtshofs vom November 2022).

## Technische Parameter
Der Tunnel verfügt über 13 Querschläge zwischen Rettungsstollen und Tunnel selbst. Davon sind sieben begehbar und sechs befahrbar (für Einsatzfahrzeuge). Der Rettungsstollen kann wie der Straßentunnel selbst aufgrund seiner Maße von 3,5 × 3,5 Metern auf ganzer Länge von (Einsatz–)Fahrzeugen befahren werden. Die Höchstgeschwindigkeit im Straßentunnel beträgt 80 km/h. Die Durchfahrtsdauer beträgt somit 2 Minuten 45 Sekunden. Der Tunnel wird von 174 LED Adaptionsleuchten, also Leuchten an den Enden des Tunnels und 479 Tag- und Nacht–Durchfahrtsleuchten ausgeleuchtet. Die Tunnelanlage ist mit Funk für Rettungskräfte ausgestattet und wird rund um die Uhr überwacht.
Die Anlage verfügt über eine sogenannte Längslüftung, also Ventilatoren über dem Fahrraum, welche die Luft der Länge nach bewegen. Davon 16 Stück mit je 45 kW Leistung. Es gibt zwei Abluftventilatoren für Rauchabsaugung, beide mit jeweils 400 kW Leistung. Der Rettungstunnel hat eine Überdruckbelüftung, sodass Rauch nicht in den Rettungsbereich eindringen kann. Diese besteht aus 2 Axialventilatoren mit je 15 kW Leistung. Des Weiteren gibt es zwei Betriebsgebäude an den Tunnelportalen und eine Kavernenzentrale im Inneren des Berges. Der Leistungsbedarf des Tunnels liegt bei durchschnittlichen 480 kW und maximal 1,6 Megawatt. Die Energie wird redundant, das heißt über mehrere Quellen, eingespeist. Dadurch kann ein Netz ausfallen und ein anderes den Betrieb aufrechterhalten.
Der Tunnel hat einen Ausbruchsquerschnitt von 92 m² (115 m² mit Sohlgewölbe). Beim Rettungstunnel sind es 29 m² (36 m² mit Sohlgewölbe). Das Ausbruchsvolumen des Straßentunnels liegt bei ca. 375.000 m³ und das des Rettungstunnels bei ca. 130.000 m³.

## Bauphase

### Übersicht
Die Errichtung der Tunnelanlage kann in zwei Phasen unterteilt werden.
Zum einen in die zuerst stattfindende Herstellung eines Erkundungs–Stollens. Diese startete am 29. April 2011 und sollte ursprünglich 2013 abgeschlossen sein. Der Großteil dieses Stollens, der später als Rettungsweg dienen soll, ist tatsächlich in diesem Zeitrahmen fertig geworden. Wegen Problemen mit dem Gebirge fehlen aktuell jedoch noch 350 Meter in der Mitte des Stollens. Details dazu weiter unten.
Zum anderen die Herstellung des eigentlichen Straßentunnels. Dieser wurde am 7. Februar 2020 feierlich angeschlagen. Die Fertigstellung des Straßentunnels wird für Ende 2024[veraltet] erwartet. Er wird der längste Straßentunnel des Freistaats Bayern sein und mit Stand 2020 auf Platz 4 der Liste der längsten Tunnel in Deutschland.

### Straßentunnel
Der Straßentunnel wird unter Leitung bzw. Überwachung des staatlichen Bauamts Weilheim und einer Arbeitsgemeinschaft bestehend aus den Ingenieurbüros Müller+Hereth, EDR und BUNG errichtet. Die Ausführungsplanung und die Bauausführung selbst liegt neben der Arbeitsgemeinschaft Kramertunnel bei zwei Bauunternehmen, nämlich der österreichischen BeMo Tunneling GmbH sowie der tschechischen Subterra A.S. Die Gesamtkosten betragen 365 Mio. Euro. Bauherr ist die Bundesrepublik Deutschland selbst. Die Gesamtlänge des Tunnelbauwerks liegt bei ca. 3.609 Metern mit zwei Fahrspuren mit je 3,5 Metern Breite. Dazu kommen zwei je 0,25 Meter breite Sicherheitsstreifen und zwei je 1,00 Meter breite Notgehwege. Von der Tunnelröhre werden 3.523 Meter in bergmännische Bauweise (Spreng– u. Baggervortrieb) errichtet, sowie 75 Meter in offener Bauweise am Südportal und weitere 10 Meter in offene Bauweise am Nordportal. Der Straßentunnel wird gleich wie der Rettungstunnel zuvor von beiden Seiten gebohrt. Die Mannschaften sind nach Nord- und Südportal aufgeteilt. Derzeit (Stand April 2020) sind acht Teams bestehend aus 3–5 Arbeitern mit dem Vortrieb beschäftigt. Daneben zwei Gruppen in den Werkstätten sowie zwei Gruppen von Subunternehmen, welche im Gewässerschutz tätig sind. Dreimal pro Tag wird mit einer Abschlagstiefe von 1,5 Metern gesprengt. Gearbeitet wird rund um die Uhr und sieben Tage die Woche. Zu Spitzenzeiten arbeiten bis zu 200 Menschen am Tunnel. 1,2 Millionen Tonnen Gestein werden aus dem Berg gesprengt. 173 Tonnen Sprengstoff sind dafür anberaumt. Sobald die Röhre fertig aufgefahren ist, wird der Tunnel mit 104.000 Tonnen Beton innen verschalt.

### Erkundungsstollen/Rettungstunnel
Im Zuge einer öffentlichen Ausschreibung erhielt die Marti GmbH Österreich als Teil der schweizerischen Marti Tunnelbau AG den Auftrag, von 2011 bis 2013 einen 3.703 Meter langen Erkundungsstollen zu errichten, welcher später mit einem Abstand von 45 Metern zum Straßentunnel als Rettungstunnel dienen sollte. Die gesetzlich vorgeschriebene Errichtung von Rettungsstollen bzw. zwei Tunnelröhren nebeneinander wurde 2004 in einer Richtlinie des Europäischen Parlaments beschlossen.
Die Bauausführung für den Stollen lag bei der Arbeitsgemeinschaft EKS Kramertunnel unter dem Bauherr Staatliches Bauamt Weilheim. Das Projekt wurde vom Münchner Ingenieurbüro EDR und von der Innsbrucker ILF Beratende Ingenieure ZT verfasst. Die Bausumme betrug 21 Mio. Euro. Der Stollen wurde von beiden Seiten des Berges aufgefahren. Hierbei wurde mittels Sprengvortrieb gearbeitet bei einem Querschnitt von 28 bis 42 m². Geologische Störzonen wie die sogenannte Kramerüberschiebung wurden mittels Baggervortrieb aufgefahren. Querschlagsanbindungen für den später folgenden Straßentunnel wurden mit variierenden Querschnitten von 45 – 71 m² vorgenommen. Hohlräume wurden mittels Bewehrung, Spritzbeton, Ankern, Spießen und Stahlbögen gesichert. Beim Südportal wurde ein Rohrschirm im Lockergestein hergestellt. Ein umfangreiches Erkundungsprogramm war Teil der Errichtung. Dieses enthielt Baugrundaufschlussbohrungen, Bohrlochversuche, geophysikalische Bohrlochmessungen, Laborversuche usw.

#### Unterbrechung der Arbeiten
Im November 2011 wurden Probleme beim Durchbruch des Erkundungsstollens durch Wasser und lockeres Gestein bekannt. Im März 2013 wurden die Bauarbeiten deshalb unterbrochen. Bis dahin war im Süden für den Erkundungsstollen ein Vortrieb von 2763 Metern und im Norden von 576 Metern bewältigt. Zur Fertigstellung des Erkundungsstollens fehlten nur noch 348 Meter, auf denen die Probleme mit dem Lockergestein vorlagen.
Im April 2013 wurde bekannt, dass die Tunnelbauer den Grundwasserspiegel, der höher als der Erkundungsstollen liegt, absenken wollten, um dann den Tunnel durch die Schicht aus Lockergestein graben zu können. Allerdings war dazu ein neues ergänzendes Planfeststellungsverfahren notwendig, das die Möglichkeit eröffnete, dass erneut Klagen eingereicht werden konnten. Eine solche Klage kündigte der Bund Naturschutz 2014 an. Damit hätte sich das Projekt weiter verzögert.
Auch als die US-Streitkräfte Anfang 2015 erklärten, dass sie ihr Gelände im Bereich der Breitenau bis 2018 aufgeben würden, wurden keine Planänderungen vorgenommen. Das Militärgelände war in die Planungen aus den 1990er Jahren als Teil der Umfahrungsroute für Garmisch eingebunden, so dass durch eine Wiederbelebung dieser Pläne der Kramertunnel in einer verkürzten und kostengünstigeren Variante hätte erstellt werden können.
Das ergänzende Planfeststellungsverfahren wurde am 20. Juli 2016 eingeleitet. Der Planfeststellungsbeschluss erging am 27. Juli 2017. Nachdem bis zum 18. September 2017 keine Klagen eingingen, wurde er rechtskräftig. Die Freigabe der finanziellen Mittel erfolgte am 19. September 2017.

### Einstellung der Arbeiten im August 2023
Wegen Vertragsstreitigkeiten um Nachforderungen im zweistelligen Millionenbereich durch die ausführende BeMo Tunneling GmbH aus Innsbruck wurden alle Arbeiten am Kramertunnel am Abend des 10. August 2023 eingestellt. Die Baufirma zog alle Angestellten ab und kündigte am 28. August 2023 den Vertrag mit dem Staatlichen Bauamt Weilheim, nachdem dieses eine einstweilige Verfügung gegen die Nachforderungen vor dem Landgericht München I erwirken wollte. Mit Urteil vom 29. August 2023 befand das Landgericht München I die Nachforderungen der Baufirma in Höhe von insgesamt 35 Mio. Euro als für nicht gerechtfertigt. Daraufhin wurde vom Staatlichen Bauamt Weilheim die Kündigung durch die Tiroler Baufirma als unwirksam zurückgewiesen und eine Frist zur Wiederaufnahme der Arbeiten zum 31. August 2023 gesetzt. Diese Frist ließ die BeMo Tunneling GmbH verstreichen, so dass das Bauamt den Vertrag rechtskonform zum 1. September 2023 kündigte und Stand 12. September 2023 nach einer Nachfolgefirma zur Fortführung der Arbeiten sucht. Bis diese gefunden wird, ruhen die Arbeiten am Kramertunnel.
Das Staatliche Bauamt konnte am 22. September 2023 als ersten Teilerfolg vermelden, dass seit dem 19. September 2023 dringende, noch vor dem Winter zu erledigende Straßenbauarbeiten durch eine neu gewählte Straßenbaufirma durchgeführt werden. Dagegen wird weiterhin nach einer neuen Tunnelbaufirma gesucht.
Laut einem Zeitungsbericht von Ende September 2024 sind  eine Wiederaufnahme der Bautätigkeit im November 2024 und eine Fertigstellung des Tunnels 2027 möglich. Erst Ende 2024 konnte eine neue Baufirma gefunden werden, die im Januar 2025 mit den Bauarbeiten fortfahren konnte. Der Baustopp, Lieferprobleme und Inflation erhöhen die Kosten um ca. 100 Mio. € auf rund 350 Mio. €.